# Gyöngyös (distrikt)
Gyöngyös är ett distrikt i Ungern. Det ligger i provinsen Heves, i den centrala delen av landet, 80 km öster om huvudstaden Budapest.